# Business performance management
Business performance management (wordt afgekort als BPM) is een verzameling processen die organisaties helpt om hun prestaties te optimaliseren. BPM wordt gezien als de volgende generatie van Business intelligence (BI). BPM is gefocust op processen zoals planning en voorspellingen. Het helpt bedrijven efficiënt gebruik te maken van hun financiële en materiële bronnen en hun human resources (HR).
Een van de belangrijkste programma's van BPM is Business activity monitor (BAM). BAM's zijn systemen die gaan over het aggregeren, analyseren en het presenteren van real-time informatie. Zo kunnen er potentiële kansen, problemen of bedreigingen snel worden gezien. Daarnaast worden ook de belangrijkste prestatie-indicatoren in kaart gebracht.